# Pedionis sumatrana
Pedionis sumatrana är en insektsart som beskrevs av Chandrasekhara A. Viraktamath 1996. Pedionis sumatrana ingår i släktet Pedionis och familjen dvärgstritar. Inga underarter finns listade i Catalogue of Life.